# Article premier de la Constitution belge
Pour un article plus général, voir Constitution de la Belgique.
Article 2
L'article premier de la Constitution de la Belgique fait partie du titre premier « De la Belgique fédérale, de ses composantes et de son territoire ». Il consacre le caractère fédéral de l'État. 
Il date du 5 mai 1993 et était à l'origine — sous l'ancienne numérotation — l'article premier alinéa 1er. Il a été révisé à trois reprises par les lois de révisions du 7 septembre 1893, du 24 décembre 1970 et du 5 mai 1993.

## Texte et modifications de celui-ci

### Version d'origine: 1831
Dans la version originale de la Constitution de 1831, l'article premier avait la rédaction suivante :

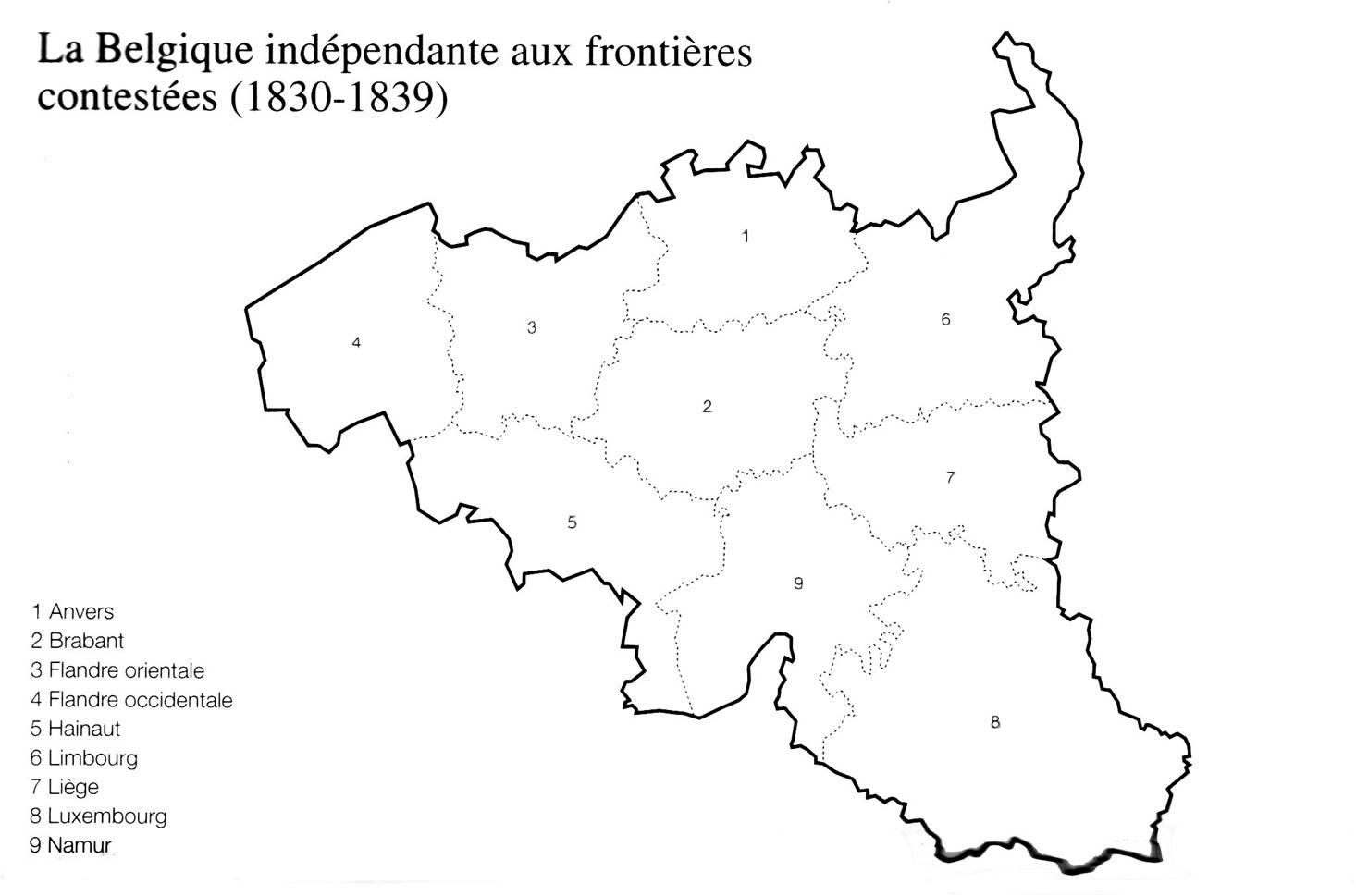
Dans sa version originale de 1831, l'article premier de la Constitution belge traitait de la division de la Belgique telle que représentée sur cette carte qui prévalut jusqu'en 1839, lorsque les frontières furent modifiées par le traité des XXIV articles. Le Royaume comprenait alors l'actuel Grand-Duché de Luxembourg et le Limbourg néerlandais.

« La Belgique est divisée en provinces.

Ces provinces sont : Anvers, le Brabant, la Flandre occidentale, la Flandre orientale, le Hainaut, Liège, le Limbourg, le Luxembourg, Namur, sauf les relations du Luxembourg avec la Confédération germanique.

Il appartient à la loi de diviser, s'il y a lieu, le territoire en un plus grand nombre de provinces. »
— Article premier de la Constitution belge (version d'origine)

### Révision de 1893
À la suite de la première révision de la Constitution, l'article premier a reçu la rédaction suivante :
« La Belgique est divisée en provinces.

Ces provinces sont : Anvers, le Brabant, la Flandre occidentale, la Flandre orientale, le Hainaut, Liège, le Limbourg, le Luxembourg, Namur.
Il appartient à la loi de diviser, s'il y a lieu, le territoire en un plus grand nombre de provinces.

Les colonies, possessions d'outre-mer ou protectorats que la Belgique peut acquérir sont régis par des lois particulières. Les troupes belges destinées à leur défense ne peuvent être recrutées que par des engagements volontaires. »
— Article premier de la Constitution belge (version de 1893)
La première modification est la suppression de la référence à la Confédération germanique, devenue inutile à la suite de la scission du Grand-duché de Luxembourg et de celle du Limbourg en vertu de l'application du traité des XXIV articles, le 19 avril 1839.
La seconde modification vise la préparation de la Belgique à recevoir des colonies. En effet, en 1893, après les premières tentatives infructueuses de Léopold Ier, le roi Léopold II est devenu souverain du Congo et fait savoir qu'à sa mort, il le lèguera à la Belgique.

### 1967-1971
Avec la troisième révision de la Constitution lors de la première réforme de l'État belge, l'article premier reçoit la rédaction suivante :
« La Belgique est divisée en provinces.

Ces provinces sont : Anvers, le Brabant, la Flandre occidentale, la Flandre orientale, le Hainaut, Liège, le Limbourg, le Luxembourg, Namur.
Il appartient à la loi de diviser, s'il y a lieu, le territoire en un plus grand nombre de provinces.
Une loi peut soustraire certains territoires dont elle fixe les limites, à la division en provinces, les faire enlever directement du pouvoir exécutif et les soumettre à un statut propre.

Cette loi doit être adoptée à la majorité des suffrages dans chaque groupe linguistique de chacune des Chambres, à la condition que la majorité des membres de chaque groupe se trouve réunie et pour autant que le total des votes positifs émis dans les deux groupes linguistiques atteigne les deux tiers des suffrages exprimés. »
— Article premier de la Constitution belge (version de 1967-1971)

### Version actuelle telle qu'issue de la révision de 1993
« La Belgique est un État fédéral qui se compose des communautés et des régions. »
— Article premier de la Constitution belge (version actuelle)

## Critiques et analyse

### «La Belgique...»
L'article mentionne « la Belgique » et pas le « Royaume de Belgique », alors que c'est pourtant le nom officiel de l'État. Le caractère monarchique de l'État belge n'est donc pas consacré par le premier article de la Constitution.

### «... composé des communautés et des régions»
La Belgique comprend deux sortes d'entités fédérées qui exercent leurs compétences concomitamment sur un même territoire. Cette disposition inédite est issue d'un compromis entre les Flamands qui souhaitaient créer des communautés et les Wallons qui réclamaient quant à eux la création de régions.
D'un point de vue juridique, l'article premier oublie certaines composantes de l'État qui disposent également de compétences législatives. La première est l'autorité fédérale, bien que cette erreur soit rattrapée à l'article 35. La seconde est la Commission communautaire commune (Cocom), consacrée par l'et 166 §3 3°, et qui est chargée de gérer dans la Région de Bruxelles-Capitale les compétences normalement attribuées aux Communautés qui ne nécessitent pas de distinction selon la langue (par exemple les soins de santé). La troisième est la Commission communautaire française (Cocof) à qui la Communauté française a délégué l'exercice de certains de ses pouvoirs dans la Région de Bruxelles-Capitale,.